# Palazzo Barbaro a San Vidal
Palazzo Barbaro a San Vidal – kompleks dwóch budynków, położony w Wenecji, w dzielnicy San Marco nad Canal Grande. Pierwszy z nich reprezentuje styl gotycki, drugi zaś barokowy, zwłaszcza jeśli chodzi o wystrój. Kompleks należał do rodu Barbaro, a od II połowy XIX wieku do rodziny Curtisów, którzy przybyli do Wenecji z Bostonu. Pełnił przez pewien czas rolę amerykańskiej placówki towarzysko-kulturalnej. W jego murach gościli znani kolekcjonerzy sztuki, pisarze i artyści jak: Isabella Stewart Gardner, Henry James, John Singer Sargent.

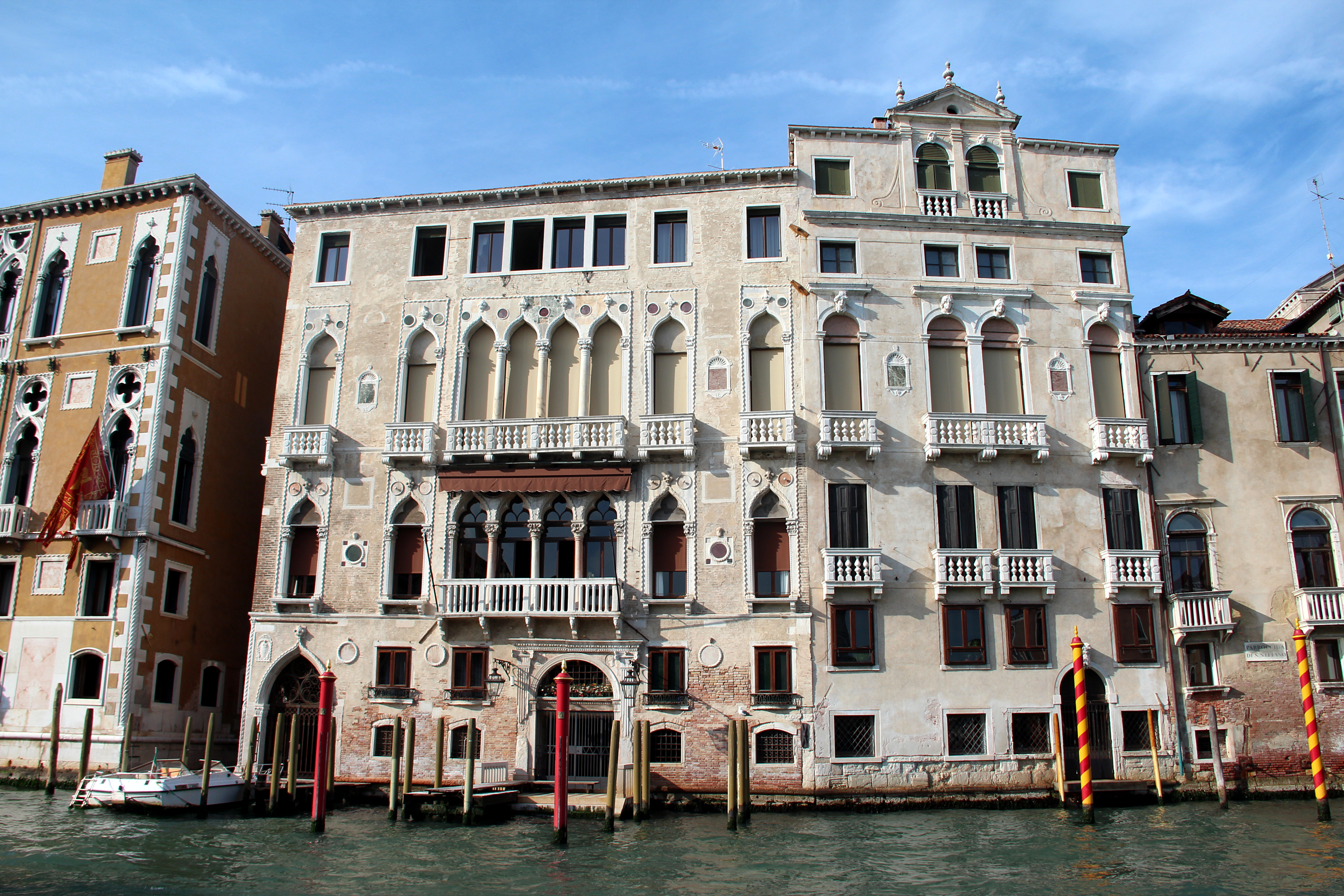
Fasada południowa pałacu położonego od strony Canal Grande.

## Historia
Palazzo Barbaro a San Vidal jest jednym z najbardziej interesujących XV-wiecznych domów patrycjuszowskich, nie tylko ze względu na swoją architekturę, ale także historię jego właścicieli w czasach Republiki Weneckiej i później. Jest on zarazem jednym z tych budynków, które zostały sprzedane w następstwie upadku Republiki w 1797 roku trafiając w ręce spekulantów, nie wahających się przed wyprzedażą znajdujących się w nich wielowiekowych pamiątek rodowych, obrazów, dzieł sztuki i zabytkowych mebli.

### Ród Barbaro
Ród Barbaro był jednym z najwybitniejszych szlacheckich rodzin weneckich. Założyciel dynastii był żołnierzem, biorącym udział w wyprawach krzyżowych w XII wieku. W 1465 roku pałac kupił Zaccaria Barbaro, który objął urząd prokuratora San Marco, najwyższy urząd po doży. Ostatnimi członkami rodu Barbaro, którzy mieszkali w pałacu byli małżonkowie Marcantonio i Matilde. Para nie miała dzieci, więc w 1858 roku zdecydowała się sprzedać pałac. W rękach kolejnych właścicieli pałac znajdował się przez 30 lat. Przeszedł w tym czasie okres grabieży, podczas których większość znajdujących się w nim dzieł sztuki została zniszczona lub sprzedana. Najsłynniejszym z nich jest dużych rozmiarów płótno, zwane Gloryfikacja rodziny Barbaro, namalowane przez Giambattistę Tiepolo, obecnie w Metropolitan Museum of Art w Nowym Jorku.

### Rodzina Curtis
Kolejnymi właścicielami pałacu byli Daniel Sargent Curtis i Ariana Wormeley. Daniel Curtis należał do starej bostońskiej rodziny, której przodkowie przybyli do Ameryki na statku Mayflower. Rodzice Ariany byli właścicielami gruntów w Wirginii, choć ona sama urodziła się i wychowała w Londynie. Powrócili oni do Stanów Zjednoczonych w 1848 roku. W 1853 roku Daniel i Ariana pobrali się w Newport i osiedlili w Bostonie, gdzie urodzili się ich synowie, Osborne i Ralph, który został malarzem.
Curtisowie opuścili Boston w 1877 roku i w 1880 roku przybyli do Wenecji, gdzie mieli spędzić większość swojego życia. W czasie, kiedy podróżowali, wynajmowali pałac. W roku 1881 po raz pierwszy wynajęli część Palazzo Barbaro, a w 1885 kupili piętro reprezentacyjne i wyższe piętra za 13 500 dolarów. Rozpoczęli gruntowną odbudowę pałacu. Dbali o jego utrzymanie przeznaczając go na miejsce spotkań dla kosmopolitycznych Amerykanów, wśród których znaleźli się między innymi:
- Isabella Stewart Gardner, amerykańska kolekcjonerka sztuki i czołowa mecenas sztuki w tamtych czasach, która w 1884 roku, po zakończeniu podroży po świecie, przybyła wraz z mężem do Wenecji. Ponieważ Palazzo Barbaro przypadł jej do gustu, wynajmowała go kilkakrotnie po 1890 roku od Curtisów, gdy ci wyjeżdżali. Isabella gościła w pałacu znanych artystów, jak Harper Pennington, Joseph Lindon Smith, Robert Frederick Blum i pisarzy, spośród których najbardziej znanym był Henry James. W latach następnych Gardner zgromadziła kolekcję światowej klasy obrazów, rzeźb i innych dzieł sztuki, a w 1903 roku otworzyła muzeum swego imienia, nadając jego budynkowi kształt i styl przypominający pałac Barbaro[1].
- kolejnym gościem pałacu Curtisów oraz Isabelli Stewart Gardner był amerykański pisarz i powieściopisarz Henry James. Odwiedził on Wenecję po raz pierwszy w 1869 roku i powracał do niej w latach 1872, 1880 oraz w 1887, kiedy gościł po raz pierwszy u Curtisów i Gardnerów. Jego liczne wizyty w Wenecji stały się inspiracją dla niektórych jego dzieł, jak Venice,The Grand Canal,Casa Alvisi i Aspern Papers. Miłość pisarza do Wenecji skończyła się nagle w 1894 roku, kiedy jego przyjaciółka, pisarka Constance Fenimore Woolson popełniła samobójstwo rzucając się z okna pałacu Semitecolo. James był tym głęboko wstrząśnięty, ponieważ czuł się winnym tej śmierci. Jego powieść The Wings of the Dove, rozgrywająca się w fikcyjnym Palazzo Leprorelli była wyraźnie inspirowana pałacem Barbaro[1].
- John Singer Sargent, amerykański malarz, był przyjacielem Ralpha Curtisa, syna Daniela i Ariany.

Sargent przybył do Wenecji z rodziną po raz pierwszy w roku 1873. Powrócił tu w 1880 roku jako malarz po odbyciu edukacji artystycznej w Paryżu. Wynajął pracownię w Palazzo Rezzonico. Powracał tu kilkakrotnie w latach następnych. W 1898 roku namalował obraz Wnętrze w Wenecji, przedstawiając na nim oboje Curtisów oraz ich syna Ralpha z żoną Lisą. 
W pałacu Curtisów bywali w również goście spoza Ameryki, jak brytyjski poeta Robert Browning, z którym Daniel się zaprzyjaźnił. Rodzina Curtisów jest nadal właścicielem pałacu (jako Curtis Viganò).

## Architektura

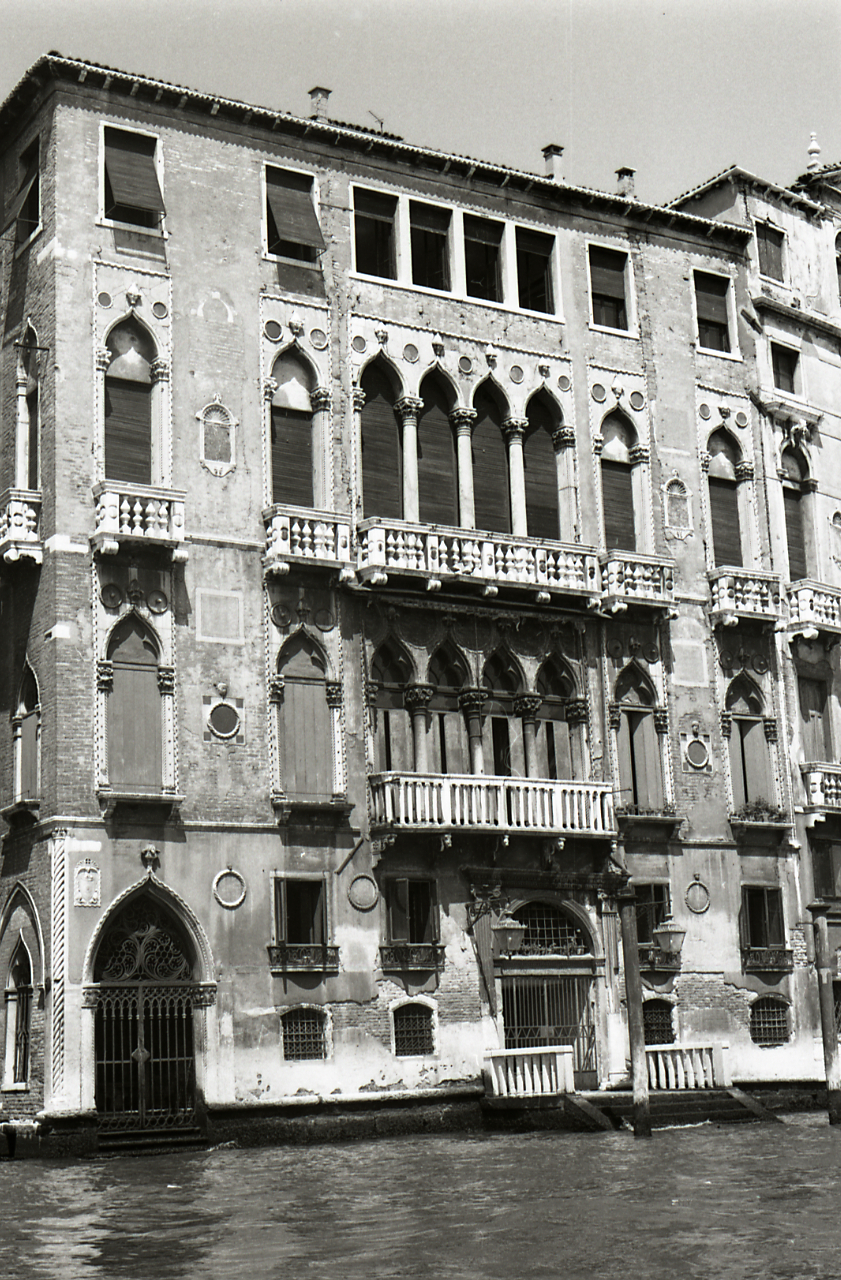
Fasada Palazzo Barbaro Curtis

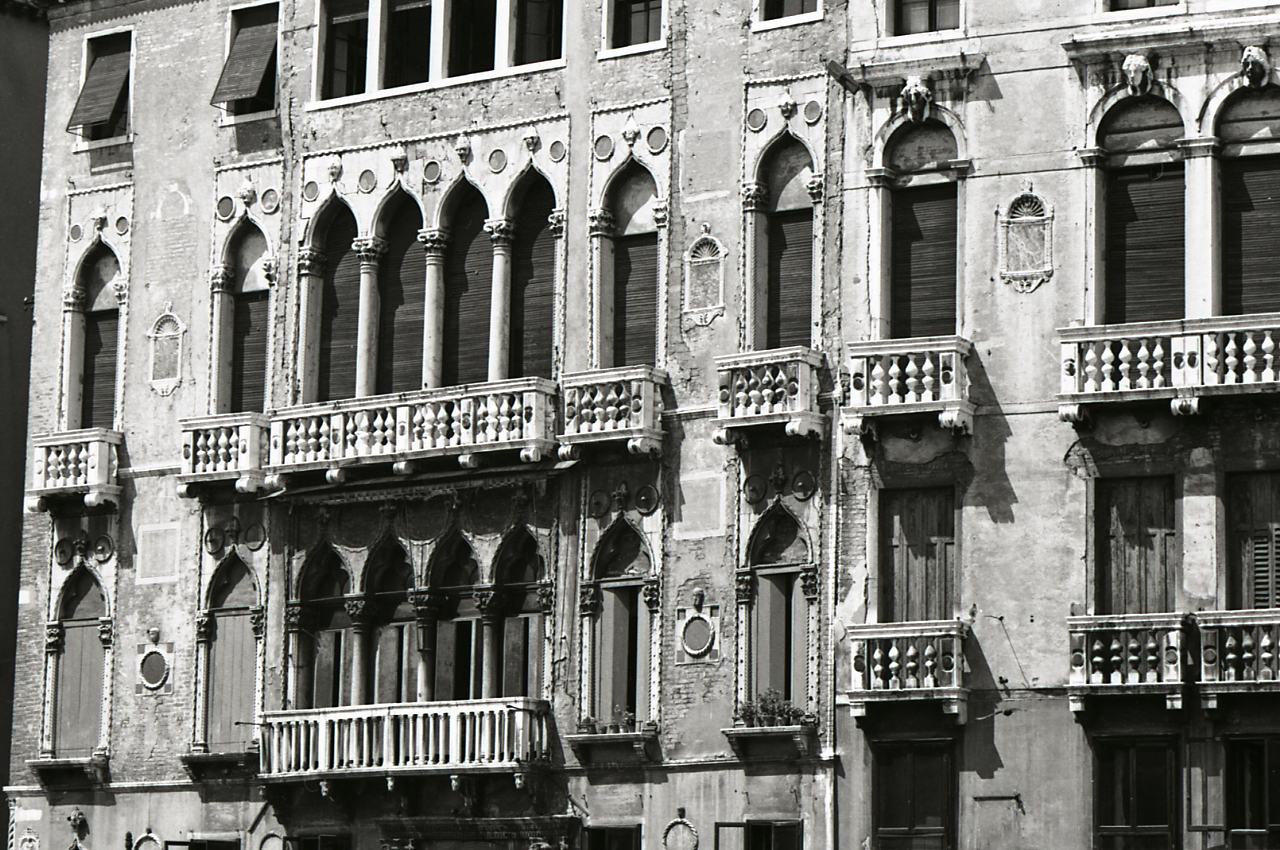
Palazzo Barbaro a San Vidal, szczegóły elewacji

Budynek składa się zasadniczo z dwóch pałaców, gotyckiego, datowanego na około 1420 rok i skrzydła dodanego w 1698 roku. W XVII wieku dokonano kompleksowej renowacji, łącząc najstarszą część z nowym skrzydłem i budując na poziomie drugiego piętra dużą salę balową, udekorowaną przez największych artystów epoki. Część starsza stanowi przykład weneckiego domu handlowego, w którym magazyn, biura księgowe i pomieszczenia mieszkalne ulokowano w tym samym budynku.

### Budynek XV-wieczny
Starszy, gotycki budynek posiada tradycyjną trzyczęściową fasadę, w której detale archaiczne przeplatają się z detalami wyraźnie XV-wiecznymi; oba jego pietra reprezentacyjne zostały przeprute kwadriforiami, oba z otworami okiennymi zwieńczonymi motywem czteroliścia, poprzedzielanymi wysokimi kolumnami, których kapitele zostały ozdobione motywem grubych liści. Na parterze, nad wodą znajdują się dwa portale, z których pierwszy jest gotycką konstrukcją ostrołukową, drugi natomiast – renesansową, wielokrotnie przebudowywaną w ciągu wieków.

### Budynek XVII-wieczny
Część nowsza kompleksu jest wynikiem przebudowy już istniejącego budynku, wzbogaconego przez Gaspariego detalami, które przydały mu splendoru, zwłaszcza we wnętrzu, udekorowanym bogatymi sztukateriami i płótnami pędzla takich artystów jak Sebastiano Ricci i Giovanni Battista Piazzetta. Na drugim piano nobile znajduje się sala balowa oraz mezzanino Posadzka w jadalni ma formę mozaiki w stylu weneckim. Bardzo bogata w detal i elegancka jest też biblioteka z pochodzącym z XVIII wieku sufitem, ozdobionym polichromowanymi sztukateriami i amorkami. W ścianach biblioteki znajdują się, na przemian, otwarte regały z książkami oraz duże okna.
W okresie od sierpnia 2000 do września 2001 roku dokonano konserwatorskiej renowacji fasady pałacu.